# Devaragudipalli, Bagepalli
Devaragudipalli là một làng thuộc tehsil Bagepalli, huyện Kolar, bang Karnataka, Ấn Độ.